# Медуза (бронепалубен крайцер, 1900)
Вижте пояснителната страница за други значения на Медуза.
Медуза (на немски: SMS Medusa) е немски бронепалубен крайцер от времето на Първата световна война, седмия поред кораб от серията крайцери на типа „Газеле“, построени за Имперския германски флот. През 1900 г. е заложен на стапелите на корабостроителницата „AG Weser“ в Бремен, спуснат на вода през декември 1900 г., през юли 1901 г. влиза в състава на Хохзеефлоте (Флота на откритото море). Въоръжен е с батарея от десет 105 mm оръдия и два 450 mm торпедни апарата. Развива скорост от 21,5 възела (39,8 km/h).
„Медуза“ служи почти 40 години в състава на три германски флота. По време на Първата световна война е разузнавач към флота, а след това като кораб на бреговата отбрана. Става един от шестте крайцера, които Германия запазва след Версайския договор. В началото на 1920-те служи в състава на Райхсмарине. 1924 г. е отстранен от служба и се използва за второстепенни роли. 1940 г. командването на Кригсмарине преобразува „Медуза“ в плаваща зенитна батарея. До края на войната защитава пристанището на Вилхелмсхафен и е потопен от екипажа си. Останките на кораба са разкомплектовани за метал в периода 1948 – 1950 г.

## Описание
„Медуза“ е заложен по договор „E“, корпуса е заложен в „AG Weser“ в Бремен 1900 г. Спуснат на вода на 5 декември 1900 г., след което започват довършителните работи. На 26 юли 1901 влиза в състава на флота на откритото море. Корабът е 105,1 m дълъг, 12,2 m широк, с газене от 4,11 m, водоизместимост 2972 t при пълно бойно натоварване. Двигателната установка се състои от две „Компаунд“ трицилиндрови парни машини. Тя развива мощност от 8 хиляди к.с. (6 kW). Корабът развива скорост от 21,5 възела (39,8 km/h). Парата за машините се образува в десет водотръбни котли „военноморски“ тип. Крайцерът може да носи 560 тона въглища, което осигурява далечина на плаване 3560 морски мили (6610 km) на скорост в 10 възела (19 km/h). Екипажът се състои от 14 офицера и 243 матроса.
Въоръжението на крайцера са десет 105 mm скорострелни оръдия система SK L/40 на единични лафети. Две оръдия са в редица на носа, шест по бордовете, по три на всеки борд и две в редица на кърмата. Общият боекомплект е 1000 изстрела, по 100 на оръдие. Оръдията са с прицелна далечина на стрелбата 12 200 m. Също така корабът е въоръжен с два 450 mm подводни торпедни апарати с общ запас от пет торпеда.. Корабът е защитен от бронирана палуба дебела от 20 до 25 mm. Дебелината на стените на рубката е 80 mm, оръдията са защитени с тънки щитове с 50 mm дебелина.

## История на службата
След влизането в строй служи в разузнавателните сили на Хохзеефлоте. 1905 е приписан към дивизията на крайцерите, като и еднотипните кораби „Ариадне“ и „Амазоне“, и броненосния крайцер „Принц Хайнрих“. Служи в тази роля до началото на Първата световна война, през август 1914 г., след което е използван като кораб на бреговата отбрана. През 1917 г. от крайцера са свалени 4 оръдия и той се използва като спомагателен съд на броненосеца „Княз Вилхелм“, който е учебен съд за военноморските кадети.
„Медуза“ преживява войната от 1920 до 1924 г. служи в състава на Райхсмарине. В 1922 г. влиза в състава на действащата ескадра в балтийската база, заедно с броненосеца „Хановер“. В 1924 г. е отстранен от служба. На 29 март 1929 г. е зачеркнат от списъците на флота и впоследствие се използва като плаваща казарма във Вилхелмсхафен. През юли 1940 г., в хода на Втората световна война, е преобразуван на зенитна батарея. Въоръжението му в тази роля е едно 105 mm оръдие система SK C/32, четири 105 mm оръдия система SK C/33, две 37 mm оръдия система SK C/30 и четири 20 mm оръдия. „Медуза“ е приписана към 222-ра противовъздушна група и остава в залива на Вилхелмсхафен до края на войната. На 3 май 1945 г., няколко дни преди края на войната екипажът потопява кораба. Останките му са извадени и предадени за срап в периода 1948 – 50 г.

## Коментари
1. ↑  Префиксът „SMS“ е от на немски: Seiner Majestat Schiff (Кораб на Негово Величество).
2. ↑  Германските кораби при началото на тяхното строителство получават временни имена. За новите кораби се избират букви. Тези кораби, които трябва да заменят стари или загубени кораби получават приставката „Ерзац“ пред името на заменяемия кораб.
3. ↑  Съгласно номенклатурата на артилерията на флота на Германската империя „SK“ (Schnelladekanone) означава „скорострелно оръдие“, а L/40 означава сравнителната дължина на оръдието в калибри. В дадения случай L/40 означава, че дължината на оръдието съставлява 40 негови калибра (105 × 40).